# ۱۹۴۶

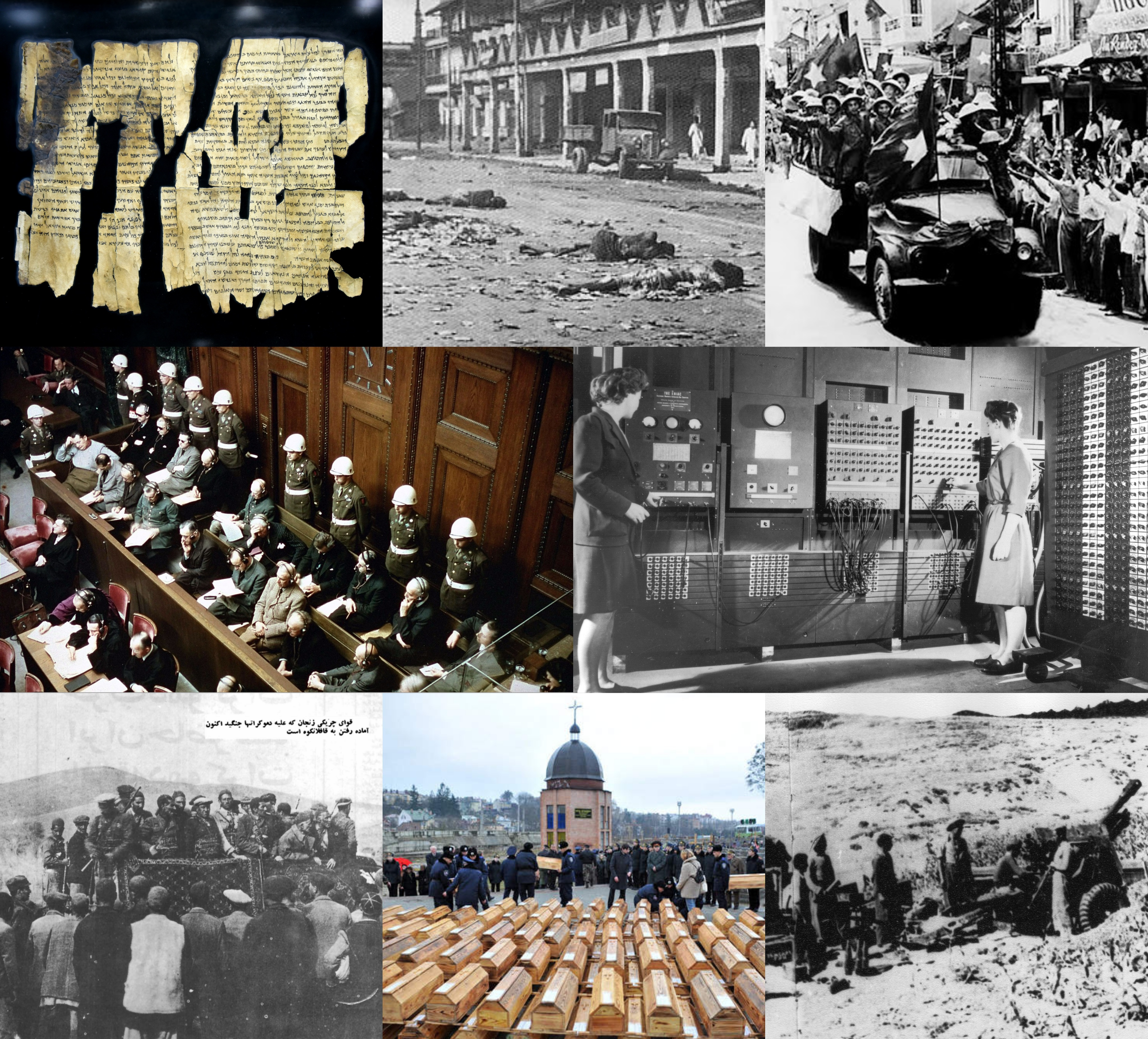

## رویدادها
- ۲۴ ژانویه - لندن - ویشینسکی معاون کمیسر امور خارجه شوروی هر نوع دخالت را در اوضاع داخلی ایران انکار می‌کند.
- ۲۷ ژانویه - تهران - احمد قوام السلطنه به فرمان محمد رضا شاه پهلوی نخست‌وزیر می‌شود.
- ۲۸ ژانویه - ایران - تولید نفت ۱۹۴۵ بالغ بر ۱۳۰ میلیون بشکه نفت است. شرکت نفت ایران و انگلیس ۵٬۶ میلیون پوند استرلینگ به حساب ایران می‌ریزد.
- ۱۸ فوریه - احمد قوام السلطنه نخست‌وزیر به مسکو می‌رود تا با استالین دیدار کند.
- ۱۰ ژوئن - ایتالیا به حکومت جمهوری تبدیل شد.

## زادروزها
- ۵ ژانویه - دایان کیتن، بازیگر و کارگردان آمریکایی
- ۶ ژانویه – سید برت، گیتاریست و آهنگساز بریتانیایی (د. ۲۰۰۶)
- ۱۲ ژانویه – جورج دوک، پیانیست و آهنگساز آمریکایی (د. ۲۰۱۳)
- ۲۴ ژانویه – مایکل اونتاکین، بازیگر کانادایی
- ۵ فوریه – شارلوت رمپلینگ، بازیگر و مدل بریتانیایی
- ۷ فوریه – پیت پاستویت، بازیگر بریتانیایی (د. ۲۰۱۱)
- ۲۰ فوریه – برندا بلتین، بازیگر بریتانیایی
- ۲۶ فوریه – احمد حسن زویل، شیمی‌دان آمریکایی (د. ۲۰۱۶)
- ۶ مارس – دیوید گیلمور، گیتاریست بریتانیایی
- ۱۲ مارس – لیزا مینلی، صداپیشه، بازیگر، و خواننده آمریکایی
- ۲۱ مارس – تیموتی دالتون، بازیگر بریتانیایی
- ۲۶ مارس – جانی کراوفورد، بازیگر و خواننده آمریکایی
- ۱۹ آوریل – تیم کوری، بازیگر، آهنگساز، و خواننده بریتانیایی
- ۵ مه – جیم کلی (بازیگر)، بازیگر آمریکایی (د. ۲۰۱۳)
- ۱۷ مه – اودو لیندنبرگ، آهنگساز، خواننده، و نویسنده آلمانی
- ۲۰ مه – شر (خواننده)، کارگردان، خواننده-ترانه‌سرا، بازیگر، خواننده، و آهنگساز آمریکایی
- ۱۴ ژوئن – دونالد ترامپ، رئیس‌جمهور پیشین آمریکا
- ۱۷ ژوئن – مرکی کپتور، سیاست‌مدار آمریکایی
- ۲۸ ژوئن – گیلدا رادنر، بازیگر آمریکایی (د. ۱۹۸۹)
- ۶ ژوئیه – جرج دابلیو. بوش، رئیس‌جمهور پیشین آمریکا
- ۱۰ ژوئیه – سو لیون، بازیگر و خواننده آمریکایی
- ۱۵ ژوئیه – لیندا رانستد، خواننده-ترانه‌سرا، موسیقی‌دان، بازیگر، خواننده، و آهنگساز آمریکایی
- ۱۷ ژوئیه – الون آرمسترانگ، بازیگر بریتانیایی
- ۱۹ ژوئیه – ایلیه ناستاسه، بازیکن تنیس و ورزشکار رومانییی
- ۳ اوت – جک استرو، سیاست‌مدار بریتانیایی
- ۱۶ اوت – لزلی ان وارن، بازیگر و خواننده آمریکایی
- ۱۹ اوت - بیل کلینتون، رئیس‌جمهور پیشین آمریکا
- ۲۳ اوت – کیث مون، درامر بریتانیایی (د. ۱۹۷۸)
- ۲ سپتامبر – لوئیس آوالوس، بازیگر کوبایی
- ۲۸ سپتامبر – جفری جونز، بازیگر آمریکایی
- ۳ اکتبر – پی پی آرنولد، خواننده آمریکایی
- ۴ اکتبر – سوزان ساراندون، صداپیشه و بازیگر آمریکایی
- ۹ اکتبر – تانسو چیللر، اقتصاددان، دیپلمات، و سیاست‌مدار اهل ترکیه
- ۱۲ اکتبر – آشوک مانکاد، بازیکن کریکت اهل هند (د. ۲۰۰۸)
- ۱۹ اکتبر – فیلیپ پولمن، نویسنده بریتانیایی
- ۳۱ اکتبر – استیون ری، بازیگر بریتانیایی
- ۶ نوامبر – سالی فیلد، صداپیشه، بازیگر، خواننده، و کارگردان آمریکایی
- ۱۰ نوامبر – الینا رید هال، بازیگر آمریکایی (د. ۲۰۰۹)
- ۱۱ نوامبر – کرین براون، سیاست‌مدار آمریکایی
- ۱۲ نوامبر – پی پی آرنولد، خواننده آمریکایی
- ۹ دسامبر – سونیا گاندی، سیاست‌مدار هندی
- ۲۹ دسامبر – افسانه نجم‌آبادی، نویسنده، پژوهشگر و استاد رشتهٔ مطالعات زنان، جنسیت و مطالعات تاریخی

## مرگ‌ها
- ۲۴ مارس -الکساندر آلخین: شطرنج‌باز روسی.
- ۶ ژانویه – اسلیم سامرویل، بازیگر آمریکایی (ز. ۱۸۹۲)
- ۲۹ ژانویه – هری هاپکینز، سیاست‌مدار و دیپلمات آمریکایی (ز. ۱۸۹۰)
- ۵ فوریه – جرج آرلیس، بازیگر بریتانیایی (ز. ۱۸۶۸)
- ۸ فوریه – میلز ماندر، تهیه‌کننده، فیلمنامه‌نویس، بازیگر، و کارگردان بریتانیایی (ز. ۱۸۸۸)
- ۱۷ فوریه – دورتی گیبسون، بازیگر و خواننده آمریکایی (ز. ۱۸۸۹)
- ۱۴ مارس – ورنر فون بلومبرگ، سرباز و سیاست‌مدار آلمانی (ز. ۱۸۷۸)
- ۲۳ مارس – گیلبرت لوییس، شیمی‌دان آمریکایی (ز. ۱۸۷۵)
- ۲ آوریل – کیت بروس، بازیگر آمریکایی (ز. ۱۸۵۸)
- ۲۰ آوریل – مائه بوش، بازیگر استرالیایی (ز. ۱۸۹۱)
- ۲۱ آوریل – جان مینارد کینز، ریاضی‌دان، فیلسوف، اقتصاددان، و سیاست‌مدار بریتانیایی (ز. ۱۸۸۳)
- ۱ مه – بیل جانستون (تنیس‌باز)، بازیکن تنیس و ورزشکار آمریکایی (ز. ۱۸۹۴)
- ۵ ژوئن – ماود واتسون، بازیکن تنیس و ورزشکار بریتانیایی (ز. ۱۸۶۴)
- ۱۳ ژوئن – چارلز باتروورث (هنرپیشه)، بازیگر آمریکایی (ز. ۱۸۹۶)
- ۲۳ ژوئن – ویلیام اس هارت، بازیگر، فیلمنامه‌نویس، تهیه‌کننده، نویسنده، و کارگردان آمریکایی
- ۲ ژوئیه – ماری آلدن، بازیگر آمریکایی (ز. ۱۸۸۳)
- ۱۳ ژوئیه – آلفرد اشتایگلیتس، عکاس آمریکایی (ز. ۱۸۶۴)
- ۲۷ ژوئیه – گرترود استاین، مجموعه‌دار و نویسنده آمریکایی (ز. ۱۸۷۴)
- ۵ اوت – ویلهلم مارکس، قاضی و سیاست‌مدار آلمانی (ز. ۱۸۶۳)
- ۱۳ اوت – اچ. جی. ولز، نویسنده بریتانیایی (ز. ۱۸۶۶)
- ۲۶ اوت – جینی ماکفورسون، بازیگر و فیلمنامه‌نویس آمریکایی (ز. ۱۸۸۷)
- ۲۸ اوت – فلورنس ترنر، فیلمنامه‌نویس، بازیگر، نویسنده، و کارگردان آمریکایی (ز. ۱۸۸۵)
- ۱۲ اکتبر – جوزف استیلول، مربی بسکتبال آمریکایی (ز. ۱۸۸۳)
- ۱۵ اکتبر – هرمان گورینگ، سیاست‌مدار آلمانی (ز. ۱۸۹۳)
- ۱۴ نوامبر – مانوئل د فایا، آهنگساز اسپانیایی (ز. ۱۸۷۶)
- ۱۲ دسامبر – رنی ژان فالکونتی، بازیگر فرانسوی (ز. ۱۸۹۲)

## جوایز نوبل
- جایزه صلح نوبل -
- جایزه نوبل فیزیک -
- جایزه نوبل شیمی -
- جایزه نوبل اقتصاد -
- جایزه نوبل ادبیات -
- جایزه نوبل فیزیولوژی و پزشکی -